# 御宅一直線
《御宅一直線》是由銀時計製作，2006年9月29日發售的成人遊戲。以秋葉原為舞台，以漢（オタク，御宅族）為題材的作品。

## 概要
主角有「動畫」、「遊戲」等6種御宅領域，表示總和宅度的「漢度」，以及「性欲」等的參量，依照玩家所決定的每日行動而變化。更採用了以這些數值影響劇情分歧的特殊旗標系統。
由於複雜的遊戲系統，導致大量的Bug產生。在初版存在著特定女主角不能攻略、明顯仍在劇情途中卻突然跳到了結尾等嚴重的缺陷。2006年11月17日發佈了修補程式1.02版。截至2009年●月發佈了2次修補程式，雖然解決部分問題，但仍有「特定事件不發生」、「有CG未使用到」、「突然沒有語音」等多數問題尚未解決。
劇本由田中羅密歐（田中ロミオ）所寫，雖然走搞笑路線，但隨處可見御宅族題材的戲仿內容，受到玩家很高的評價。

## 登場角色
女主角的名字主要取自JAM Project成員等的動畫歌曲歌手。作品整體上為搞笑風格，作品中有許多各式各樣的諧仿角色登場。
本鄉明
本作品的主角。高中畢業後離鄉來到東京。有著牛郎般的外貌，是位純種的「漢（おたく）」。妹妹的名字是重美。
福山美月（聲：榊原由依）
主角的青梅竹馬，追著主角來到秋葉原。有著不屈不撓的個性，對御宅族不了解，不過在作中成了網路宅（ネットオタク）。
奥井朝美（聲：風音）
知名的Cosplayer，和主角是打工伙伴。對喜愛的事物（Cosplay）有堅持的信念。個性踏實，但受到煽動就很容易急躁。
陽籐麗南（聲：青山由香里）
對人形玩偶製作有相當造詣的社長千金。將住宅的自室作為模型工房使用。身旁有位叫做羽鳥的女僕。
高透涼香（聲：金田真午）
槍械宅（ガンオタク）的少女，雙親是退任傭兵。個性開朗，射擊遊戲及生存遊戲的技術為一流水準。有位名字是伊麗莎白（エリザベス），容貌相像的妹妹。
佐佐木操（聲：一色光）
擁有「女帝」的封號，高手玩家。現在求職中。
景山瑛（声：北都南）
朋友稀少，喜好陰謀的神秘少女。喜好神秘學、陰謀、UFO等奇異事物。
櫛田綺羅（声：成瀨未亞）
不善於與異性接觸，兼職度日的沉穩女性。是位隱性宅（隠れオタク），亦從事同人活動。
上野久（声：大波小波）
有著女性般外貌的少年。在受到惡漢襲擊時，被偶然經過的主角搭救。穿著領口會遮住嘴巴的衣服，暗示性器官的狀態。雙重人格，依領口的狀態會變化成有男人味的真人格與女性般的通常人格。
Kaburu
桌面導航軟體（デスクトップ・ナビゲーションソフト）的角色。特色是會以「？」結尾的疑問語氣做解說。

## 製作人員
- 原畫
  - 神無月ねむ
  - ラッキョ
- 劇本
  - 田中羅密歐
- 主題歌
  - 〈Favorite Love〉 作詞、作曲、主唱：榊原由依

## 外部連結
- 遊戲官方網頁 （页面存档备份，存于） （日語）